# برانکی
برانکی (به چکی: Branky) یک منطقهٔ مسکونی در جمهوری چک است که در ناحیه وستین واقع شده‌است. برانکی ۱۰٫۷۹ کیلومتر مربع مساحت و ۸۷۴ نفر جمعیت دارد و ۳۲۷ متر بالاتر از سطح دریا واقع شده‌است.